# Pachira quinata
Pachira quinata är en malvaväxtart som först beskrevs av Nikolaus Joseph von Jacquin, och fick sitt nu gällande namn av W.S. Alverson. Pachira quinata ingår i släktet Pachira och familjen malvaväxter. Inga underarter finns listade i Catalogue of Life.